# Ботешти (Бакау)
Ботешти (рум. Botești) насеље је у Румунији у округу Бакау у општини Унгурени. Oпштина се налази на надморској висини од 279 m.

## Становништво
Према подацима из 2002. године у насељу је живело 639 становника, од којих су сви румунске националности.